# جورج بروس
جورج بروس (بالإنجليزية: George Bruce)‏ هو مهندس ومخترِع ورائد أعمال أمريكي، ولد في 5 يوليو 1781 في إدنبرة في المملكة المتحدة، وتوفي في 6 يوليو 1866 في نيويورك في الولايات المتحدة.